# Feliks Pietrzykowski
Feliks Pietrzykowski (działał w latach 1838–1862) – polski aktor i przedsiębiorca teatralny.

## Kariera aktorska
Był uczniem warszawskiej szkoły dramatycznej. Występował w teatrze wileńskim (1838), krakowskim (1840-1842) i łódzkim (1846–1847) a także w zespołach teatrów prowincjonalnych m.in.: Władysława Łozińskiego (1841), Jana Nepomucena Piotrowskiego (1842–1843), Józefa Barańskiego (sez. 1850/1851) i Juliana Kaciuciewicza (1853). Był cenionym aktorem komediowym. Wystąpił m.in. w rolach: Erichsona (Ludgarda), Margrabiego (Pamiętniki szatana) i Karola de Semange (Sierota z Genewy).

## Zarządzanie zespołami teatralnymi
W okresie letnim 1845 kierował zespołem teatralnym w Busku. W 1852 r. kierował zespołem teatralnym w Homlu, początkowo samodzielnie, a następnie połączył się z zespołem Konstantego Fedeckiego.

## Życie prywatne
Jego żoną była aktorka teatralna Anna Pietrzykowska.